# ジェイソン (工作艦)
ジェイソン（USS Jason, ARH-1/AR-8）はアメリカ海軍の工作艦。ヴァルカン級工作艦の4番艦。「ジェイソン」は1944年から1995年まで運用され、第二次世界大戦、朝鮮戦争、ベトナム戦争、湾岸戦争に従軍した。「ジェイソン」は退役時、フリゲート「コンスティテューション」を除いてアメリカ海軍で最古の艦であり、かつ第二次世界大戦からの最後の現役艦艇であった。

## 艦歴

### 第二次世界大戦
「ジェイソン」は1942年3月9日にカリフォルニア州サンペドロのロサンゼルス造船&ドック社で重工作艦ARH-1として起工、1943年4月3日に進水し1944年6月19日に初代艦長A・O・R・バーゲセン大佐の指揮の下で就役した。

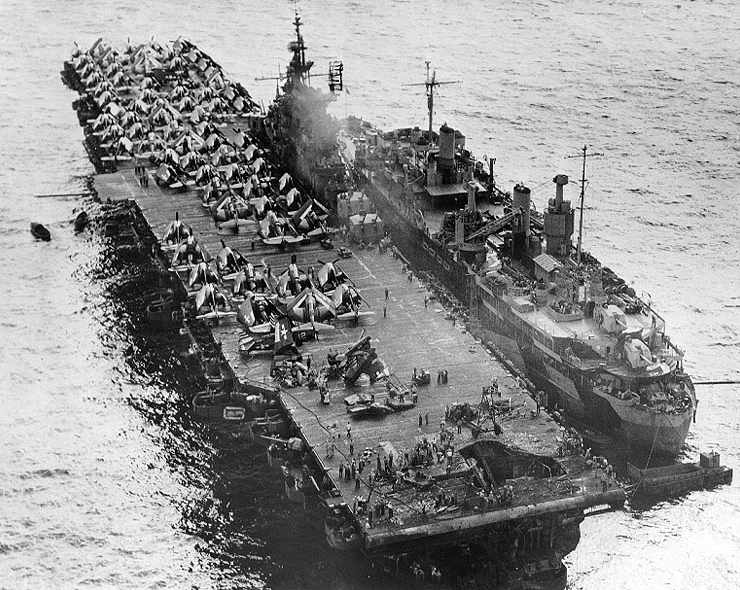
特攻機の攻撃で損傷した空母「ランドルフ」を支援する「ジェイソン」。1945年3月13日。

短期間の公試と手直し後、「ジェイソン」は1944年7月6日に真珠湾に到着し、太平洋戦線での第一歩を踏み出した。「ジェイソン」は8月17日にソロモン諸島のパーヴィス湾に到着し、第10支援戦隊での活動を始める。さらに2ヶ月後にはウルシー環礁へ移動し、そこでの7ヶ月間で、「ジェイソン」は浮かぶ工廠として日本軍との戦闘で損傷した多くの艦艇を修理した。戦線が北上していったために「ジェイソン」も1945年5月28日にレイテ島に到着し、戦争の残りの期間を太平洋艦隊の艦艇支援で過ごした。

### 戦後
日本の降伏後の9月8日、「ジェイソン」は第7艦隊の船団と共に占領部隊の第一陣として朝鮮の仁川へ入港する。仁川での活動後は、中国の青島で1946年2月中旬まで艦艇の修理と在留日本人の引揚げ支援を行った。
「ジェイソン」は3月9日にオーバーホールのためカリフォルニア州ターミナル・アイランドへ戻った後、5	月に再び極東へ戻る。「ジェイソン」はそれから4年間、日本とカリフォルニア州を往復して過ごした。

### 朝鮮戦争

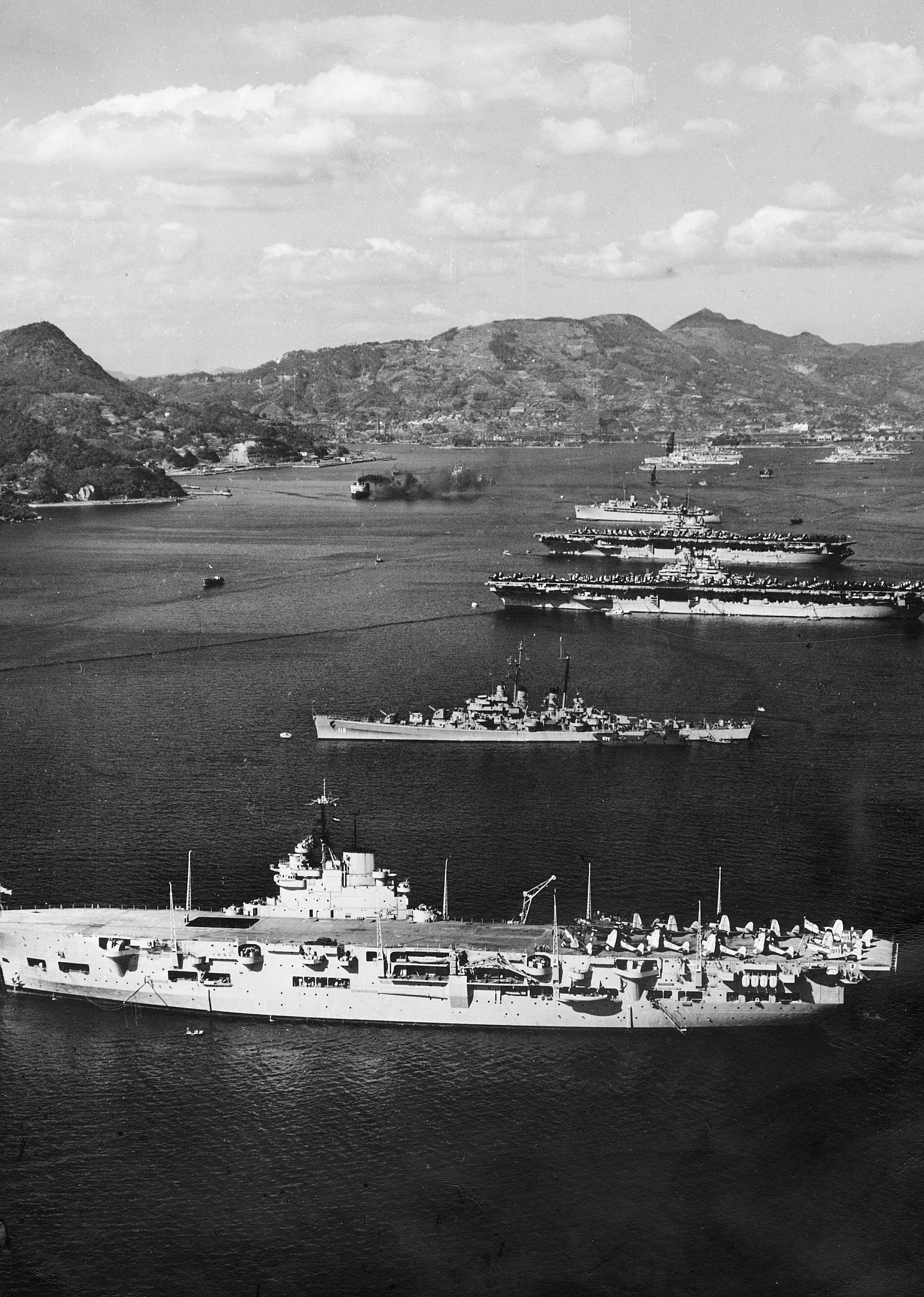
佐世保港で「ジェイソン」（最奥）と並ぶ艦艇。手前から空母「ユニコーン」、軽巡洋艦「ジュノー」、空母「ヴァリー・フォージ」、「レイテ」、姉妹艦の工作艦「ヘクター」。1950年頃。

1950年7月22日、カリフォルニア州オークランドから佐世保へ向かった「ジェイソン」は、8月の到着後すぐに活動を始めた。佐世保での活動中、「ジェイソン」はアメリカでのオーバーホールを除き、艦艇の修理活動に従事した。
朝鮮戦争休戦協定締結後、「ジェイソン」は1953年11月6日にサンディエゴへ戻った。6ヶ月後に韓国の鎮海への親善航海を含む再度の西太平洋展開を行ったが、この期間中に中国人民解放軍が中華民国軍が確保している大陳群島へ圧力を強めたために第7艦隊は牽制行動を実施。「ジェイソン」はこの活動を支援した。1955年2月13日にサンディエゴへ戻った「ジェイソン」は西海岸で修理任務に従事する。
1956年1月に始まった新たな極東での活動で、「ジェイソン」は沖縄、台湾を訪問して10月下旬にサンディエゴへ帰還する。佐世保で行動中だった翌1957年9月9日に「ジェイソン」の艦番号はAR-8に変更された。インドネシアでの緊張が高まったことによる第7艦隊の監視活動を支援して1958年2月14日にサンディエゴへ帰着後は、年内を同地で過ごした。

### ベトナム戦争
「ジェイソン」は1959年1月6日に極東へ向かい、8月18日にサンディエゴへ戻るまで活動した。1961年3月7日から1962年中を西海岸で修理任務に従事した。ベトナム共和国で暴動が拡大していたことを受けて1963年1月3日に新たな西太平洋展開が行われ、1963年7月7日にサンディエゴへ戻るまで活動。その後は太平洋艦隊と共に1964年中を西海岸で過ごした。

### 西太平洋での活動

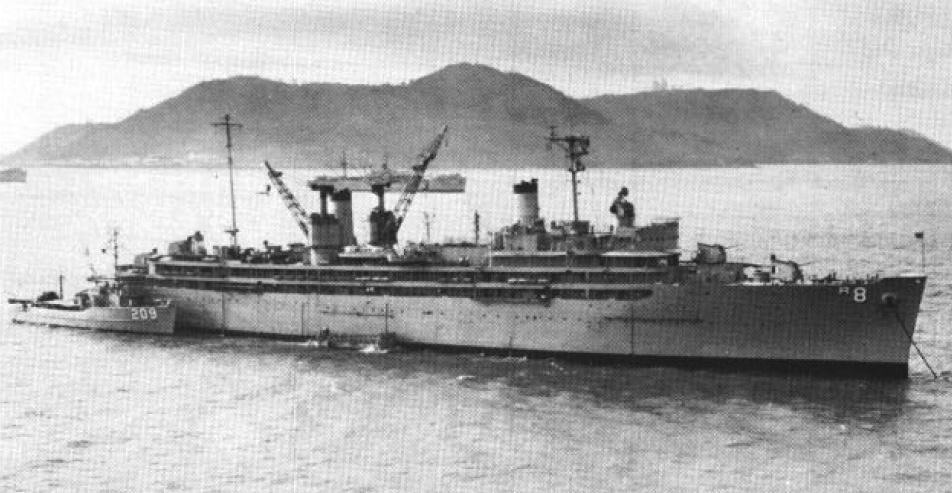
ベトナム沿岸の「ジェイソン」。1968年頃。

1965年1月4日にサンディエゴを出た「ジェイソン」は25日に横須賀へ到着、日本と沖縄での活動後に3月6日スービック湾へ入港、8月31日に母港へ戻るまで第7艦隊の艦艇と行動した。「ジェイソン」はカリフォルニア州南部の諸港で行動後に1966年3月4日にワシントン州ブレマートンでオーバーホールを行った。
オーバーホール完了後の6月6日、引き続き西海岸で行動してから1967年1月9日に西太平洋へ向かった。その後は8月19日にサンディエゴへ戻るまで佐世保とスービック湾で第7艦隊の艦艇と活動した。
1974年頃に「ジェイソン」の5インチ主砲は撤去され非戦闘艦艇となったため、女性乗員の勤務が認められることになった。
サンディエゴを母港としていた1980年10月、「ジェイソン」と乗員たちはイランアメリカ大使館人質事件の対応を支援するため西太平洋とインド洋巡航を行った。「ジェイソン」の乗員はおおよそ男性800名と女性45名から構成されていた。1ヶ月間の横須賀での修理任務、スービック湾での感謝祭の停泊、 虫垂炎を発症した乗員の手術のためのごく短期間のシンガポール寄港を経て、「ジェイソン」はインド洋へ入った。そこで「ジェイソン」はソ連の軍艦とタンカー各1隻、商船2隻と遭遇し、それから間もなく潜水艦1隻も確認した。
ディエゴガルシア島の湾の中央に停泊した「ジェイソン」は浮かぶ埠頭の役目を果たし、水上艦艇と潜水艦双方を修理し続けた。「ジェイソン」はその後すぐにサンディエゴに戻り、1981年2月27日に西オーストラリア州のフリーマントルに立ち寄り、パースでの4日間のR&Rと真珠湾での補給を行った。

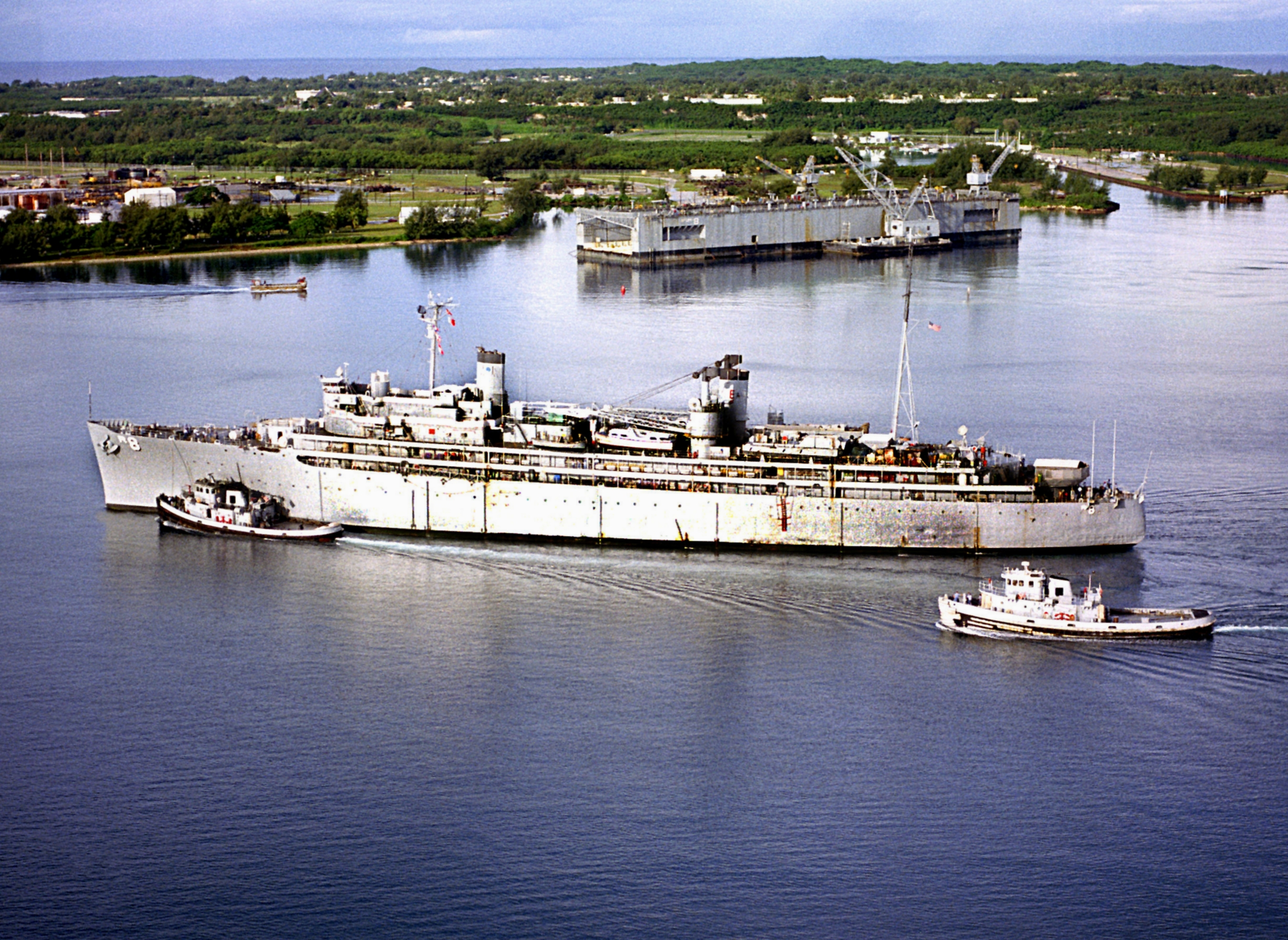
グアム島アプラ港に入港した「ジェイソン」。1985年8月5日。

それから間もなく、乗員は「ジェイソン」の母港が真珠湾に変更される知らせを受けた。「ジェイソン」は駆逐艦母艦「ブライス・キャニオン（USS Bryce Canyon, AD-36）」から母艦任務を引き継ぐことになり、「ジェイソン」の艦長もジョンソン大佐から「ブライス・キャニオン」の艦長であったマーティン大佐に交代した。真珠湾にいる間、「ジェイソン」は数百万ドルを費やしてオーバーホールを実施した。1983年に西太平洋地域へ向かった「ジェイソン」は、日本の横須賀と佐世保、フィリピンのスービック海軍基地、そして韓国の釜山を巡った。
1986年2月10日、「ジェイソン」は真珠湾の南西100km海上で艦隊給油艦「ウィラメッテ（USS Willamette, AO-180）」に衝突された。「ジェイソン」が「ウィラメッテ」を中心とする陣形を横切って「ウィラメッテ」の後部に陣取ろうとした際に起きた事故であった。この事故で「ジェイソン」の乗員1名が死亡し、8名が負傷した。「ジェイソン」の左舷には甲板から水線部へ垂直に広がる大きな亀裂が入り、曳航救難艦「ブランズウィック（USS Brunswick, ATS-3）」に曳航されて港に戻らざるを得なかった。衝突事故の責任を問われ、両艦の艦長は解任されることになった。修理後に「ジェイソン」は新たな母港であるサンディエゴへ移動した。「ジェイソン」はこの時までに、海軍の在籍艦艇で最も叙勲された艦となっていた。
1990年1月、「ジェイソン」がディエゴガルシア沿岸を航行中だった際に赤い人工衛星に似た未確認飛行物体の目撃騒ぎが発生した。

### 湾岸戦争
1990年8月に湾岸戦争が始まると、「ジェイソン」が可及的速やかに作戦行動をとることができるように計画が練られた。艦長トビン大佐の下で「ジェイソン」は12月初めにペルシャ湾へ出発し、クウェートのイラク軍に対する軍事行動を議会が承認する前日の1991年1月14日、水陸両用戦部隊と共にオマーン沿岸に到着する。
航空戦が続く2週間、ペルシャ湾に入ったジェイソンはバーレーンのマナーマでアメリカ海軍や多国籍軍の艦艇と並んで停泊し、「砂漠の嵐作戦」の支援を行う。状況が落ち着く2月28日までの数週間は、何度も弾道ミサイルの警報が発せられた。
「ジェイソン」は一連の活動の中で、機雷によって損害を受けた強襲揚陸艦「トリポリ（USS Tripoli, LPH-10）」とミサイル巡洋艦「プリンストン」の応急修理に主要な役割を果たした。湾岸戦争において、「ジェイソン」の戦闘損傷評価・修理チームは損傷艦艇への対応によって戦闘交戦褒章を受けたが、この中には女性水兵たちに対する初めての授与も含まれている。加えて、一隊の戦闘損傷評価チームはクウェートの陸上に派遣され、指定された責任範囲の被害状況記録活動も行った。このチームの兵員たちに対しても戦闘交戦褒章が授与されている。

### 退役
「ジェイソン」は1995年6月24日に退役し、海軍艦艇名簿から除籍された。「ジェイソン」はアメリカ海軍海事委員会に移管され、カリフォルニア州ベニーシャのサスーン湾で国防予備船隊によって保管された。21世紀に入った2006年11月9日、「ジェイソン」の解体契約をテキサス州ブラウンズビルのマリーン・メタル社が受注し、「ジェイソン」の艦体は解体のため2007年1月8日に国防予備船隊サスーン湾グループから除籍された。

## 栄典
「ジェイソン」は生涯で以下の勲章を与えられた。
- 戦闘交戦リボン（英語版）…（1944年-1945年）
- 海軍部隊勲功章…（1991年1月-2月）、湾岸戦争
- 海軍殊勲部隊章（英語版）…（1969年12月-1970年1月）、（1991年1月-2月）湾岸戦争
- 海軍Eリボン（英語版）…（1968年、1974年、1976年、1979年、1988年、1989年、1991年、1994年）
- 海軍遠征メダル（英語版）…（1980年12月-1981年2月）
- 南西アジア軍務メダル（英語版）…（1991年1月-4月）、湾岸戦争
- 人道軍務メダル（英語版）…（1976年1月-5月）

- 「ジェイソン」は朝鮮戦争への参加で朝鮮軍務メダル（英語版）と韓国大統領殊勲部隊章（英語版）を受章した。

- 「ジェイソン」はベトナム戦争への参加で3個の従軍星章（英語版）（Campaign stars）を受章した。
  - ベトナム大規模反攻-フェーズV戦役…1968年7月25日から8月16日
  - ベトナム1970年冬季-夏季戦役…1969年12月27日から1970年1月21日
  - ベトナム大規模反攻-フェーズVII戦役…1971年3月23日から4月13日

- エドワード・F・ネイ大佐記念賞（英語版）…（1974年、3等）